# Chiara Cainero
Chiara Cainero (Údine, 24 de marzo de 1978) es una deportista italiana que compite en tiro, en la modalidad de tiro al plato.
Participó en cinco Juegos Olímpicos de Verano, entre los años 2004 y 2020, obteniendo dos medallas, oro en Pekín 2008 y plata en Río de Janeiro 2016, ambas en la prueba de skeet. En los Juegos Europeos consiguió tres medallas, bronce en Bakú 2015 y oro y bronce en Minsk 2019.
Ganó dos medallas en el Campeonato Mundial de Tiro, en los años 2006 y 2007, y seis medallas de oro en el Campeonato Europeo de Tiro entre los años 2006 y 2021.

## Palmarés internacional
| Juegos Olímpicos   | Juegos Olímpicos        | Juegos Olímpicos  | Juegos Olímpicos |
| Año                | Lugar                   | Medalla           | Prueba           |
| ------------------ | ----------------------- | ----------------- | ---------------- |
| 2008               | Pekín (China)           | Medalla de oro    | Skeet            |
| 2016               | Río de Janeiro (Brasil) | Medalla de plata  | Skeet            |
| Campeonato Mundial |                         |                   |                  |
| Año                | Lugar                   | Medalla           | Prueba           |
| 2006               | Zagreb (Serbia)         | Medalla de plata  | Skeet            |
| 2007               | Nicosia (Chipre)        | Medalla de bronce | Skeet            |
| Juegos Europeos    |                         |                   |                  |
| Año                | Lugar                   | Medalla           | Prueba           |
| 2015               | Bakú (Azerbaiyán)       | Medalla de bronce | Skeet            |
| 2019               | Minsk (Bielorrusia)     | Medalla de oro    | Skeet mixto      |
| 2019               | Minsk (Bielorrusia)     | Medalla de bronce | Skeet            |
| Campeonato Europeo |                         |                   |                  |
| Año                | Lugar                   | Medalla           | Prueba           |
| 2006               | Maribor (Eslovenia)     | Medalla de oro    | Skeet            |
| 2007               | Granada (España)        | Medalla de oro    | Skeet            |
| 2013               | Suhl (Alemania)         | Medalla de oro    | Skeet            |
| 2014               | Sarlóspuszta (Hungría)  | Medalla de oro    | Skeet            |
| 2016               | Lonato (Italia)         | Medalla de oro    | Skeet            |
| 2021               | Osijek (Croacia)        | Medalla de oro    | Skeet            |